# Hallo! Afrika forude!
Hallo! Afrika forude! er en dansk stumfilm fra 1929 med instruktion og manuskript af Lau Lauritzen Sr..

## Handling
I havneknejpen "Den røde kanin", der er kendt af enhver helbefaren sømand, går bølgerne højt. En dag sker det, at de to evigt omvandrende lykkeriddere, Fyrtårnet og Bivognen, dumper ned i denne knejpe for at søge en tjans. Der foretages netop en razzia i anledning af en udplyndring den foregående aften, og da politiet anholder hele personalet, lykkes det de to venner at få ansættelse som opvartere - og musikanter. To piger fra det bedre borgerskab får den indskydelse, at det må være uhyre spændende at studere livet i de lavere samfundslag, og de aflægger besøg i "Den røde kanin". Der opstår slagsmål, og Fyrtårnet og Bivognen optræder som riddere ved at bringe pigerne i sikkerhed. De fire havner i nattemørket nu om bord på en damper med kurs mod ukendte kyster. Det er umuligt at slippe væk, og turen bliver farefuld. Men efter mange mærkelige eventyr når de alle fire hjem til fædrelandet.

## Medvirkende
- Carl Schenstrøm - Fyrtaarnet
- Harald Madsen - Bivognen
- Anton de Verdier - Lord Wednesbury
- Solveig Oderwald-Lander - Lordens datter
- Katy Valentin - Lordens datter
- Holger Reenberg - Kaptajnen
- Karl Jørgensen - Styrmanden
- Jørgen Lund - Kokken
- Christian Schrøder - Passageren
- Torkil Lauritzen - En ung herre
- Alex Suhr - En ung herre
- Kai Holm
- Henry Nielsen